# Lachnocephala vellosata
Lachnocephala vellosata là một loài bướm đêm trong họ Geometridae.